# Candidatura de Poznań aos Jogos Olímpicos de Verão da Juventude de 2018
Poznań 2018 foi a candidatura da cidade de Poznań e do Comité Olímpico Polaco para acolher os Jogos Olímpicos da Juventude de 2018.

## História
Poznań foi revelada como uma das cidades candidatas a sede das Olimpíadas da Juventude de 2018 pelo Comité Olímpico Internacional no dia 2 de Março de 2012. A cidade polaca havia acolhido jogos do UEFA Euro 2012 no Estádio Miejski. Também foi sede da Taça do Mundo de hóquei em patins indoor em 2011, e Taças Mundiais de Canoagem e Basquetebol, entre outros eventos de destaque continental ou mundial.
A 8 de Outubro de 2012, a assembleia municipal rejeitou o orçamento proposto para a candidatura e, sem garantias financeiras, Poznań acabou por desistir da candidatura.
Buenos_Aires acabaria por ser a cidade eleita para sediar as Olimpíadas da Juventude de 2018, na eleição realizada a 4 de Julho de 2013.

## Candidaturas anteriores

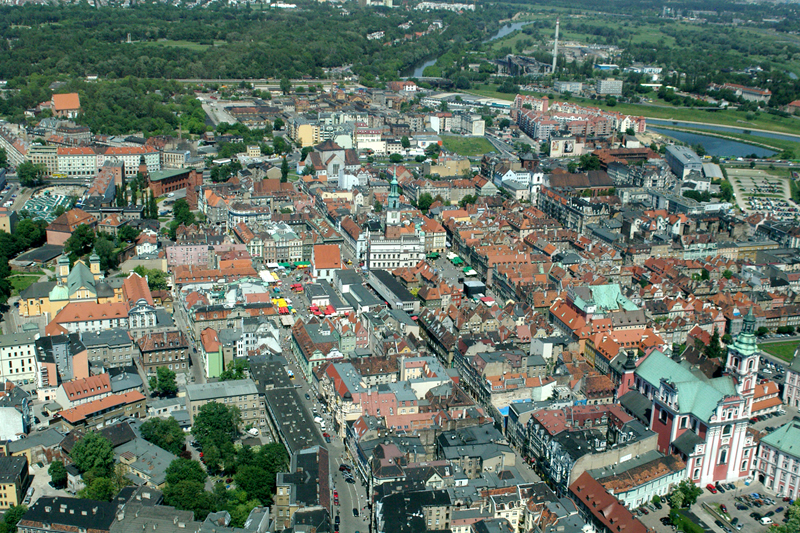
Vista da Cidade Antiga de Poznań

Antes, Poznań havia sido cidade candidata às Olimpíadas da Juventude de 2010 e 2014, perdendo em ambas as ocasiões (para Singapura e Nanquim, respectivamente). Quanto a outras cidades da Polónia, Zakopane foi candidata às Olimpíadas de Inverno de 2006, que se realizaram em Turim (Itália).